# Гиорги Макаридзе
Гиорги Макаридзе (Тбилиси, 31. март 1990) je грузијски голман репрезентативац и голман португалског Рио Авеа.

## Клупска Каријера
Макаридзе је каријеру почео у домаћем Динамо Тбилсију после тога је променио неколико клубова да би дошао у Португалију.
У Португал је стигао 2014. године где је прво бранио за друголигаша Феиренсе да би се после две године преселио у већи ранг тачније у Мореиренсе.
Бранећи за Мореиренсе прославио се и брзо заузео место првог голмана овог клуба.
После две сезоне прешао је у Рио Аве.Овај трансфер је извршен на полусезони тачније Јануара 2018. године.

## Репрезентативна каријера
Гиорги Макаридзе је прошао све омладинске репрезентације Грузије да би већ 2007. прешао у А тим где брани и данас на многим пријатељским утакмицама али и на квалификационим утакмицама за Европско и светско првенство.

## Трофеји

### Мореиренсе
- Лига куп Португалије (1) : 2016/17.

### Индивидуални
- Најбољи голман Друге лиге Португалије (1) : 2015/16.